# 釣り刑事
『釣り刑事』（つりデカ）は、2010年から2016年までTBS系で放送されたテレビドラマシリーズ。全7回。主演は中村梅雀。
放送枠は『月曜ゴールデン』（第1作 - 第6作）、『月曜名作劇場』（第7作）。
『釣り刑事』というタイトルとなっているが、主人公は元刑事である。

## 概要
元敏腕刑事だが現在は奥多摩でペンションを経営しながら釣りを楽しむ主人公が、後輩や元同僚の刑事を助けて事件を解決する。釣りにちなんだ捜査方法や決め台詞が多く、犯人しか知りえない告白を誘い出した際には毎回「はい、釣れました」という台詞が定番である。

## 登場人物

### ペンションひまわり
鈴木五右衛門（すずき ごえもん）
演 - 中村梅雀
経歴：警視庁刑事部捜査第一課
→ ペンションひまわりの経営者
元刑事。妻と二人、奥多摩でペンションを経営していたが、第3作では妻を失い、やもめとなっている。第5作で沙依と再婚し、真里奈の継父となる。
鈴木牧恵（すずき まきえ）
演 - 益戸育江（第1作・第2作）
五右衛門の亡き妻。元看護師。第2作の後、心筋梗塞で急死している。
鈴木（滝川）沙依（すずき さより）
演 - 原日出子（第3作 - 第7作）（高校生：藤井武美〈第3作〉）
五右衛門の後妻。「クリーニング もみの木」の店員であったが、後に五右衛門のペンションに住み込みで働く。第5作で五右衛門と再婚して夫婦になる。
鈴木（滝川）真里奈（すずき まりな）
演 - 前島亜美（第3作 - 第7作）
五右衛門の継娘で沙依の娘。竹山ゼミナールの生徒（第4作）。
将来の進路について、警察官を志望していたが、第7作の事件を機に大学で法律を学ぼうと決意する。

### 警察関係者
城下香津美（しろした かつみ）
演 - 石川梨華
警視庁青梅西警察署刑事課の刑事。階級は巡査部長。五右衛門の後輩。
八重樫久吉（やえがし きゅうきち）
演 - 村田雄浩
警視庁刑事部捜査第一課の刑事。五右衛門の元同僚。
山岡五樹
演 - 日向とめ吉
警視庁青梅西警察署交通課の警察官。
早野
演 - 青柳弘太（第5作・第6作）
警察官。

### その他
稲田隆蔵（いなだ りゅうぞう）
演 - 中本賢
桂林医科大学法医学教室の教授。五右衛門の釣り仲間。
城下香那美
演 - 中島早貴（℃-ute)（第6作・第7作）
城下刑事の妹。桂林大学病院の看護師。
岩本
演 - 吉澤健（第4作 - 第7作）
五右衛門の釣り仲間。
藤木雄馬
演 - 中西良太（第4作・第7作）
「週刊爽論」編集長。

### ゲスト
第1作「竿に掛かった大悪党!!」（2010年）
- 眞鍋晋治（オイカワ商事 財務部長） - 布川敏和
- 平田守（「週刊イエスタデー」記者） - 菊池健一郎
- 若林晴子（若林の妻・看護師） - 高松あい
- 若林直秀（オイカワ商事 経理課長） - 中村圭太
- 黒川涼（黒川の息子・クラブ「ZEEK」オーナー） - 寿大聡
- 本田（警察官） - 山上賢治
- マンション管理人 - 伏見哲夫
- クラブ「ZEEK」スタッフ - 松風雅也
- 若林幸秀（若林と晴子の息子） - 渡辺隼斗
- 郷田（イントロの被疑者・2年前自殺） - 大嶋宏成
- 鑑識 - 高橋K太
- 吉沢幹也（佳織の夫・3年前死亡） - 原俊作
- 吉沢佳織（整次郎の娘・3年前死亡） - 野口千英子
- 吉沢大樹（幹也と佳織の息子・3年前死亡） - 宮城光輝
- 矢島（五右衛門が逮捕した被疑者） - 羽柴誠 ※回想
- 矢島啓介（矢島の息子） - 加藤翼 ※回想
- 看護師 - 芳野友美
- レストランのギャルソン - 春山大輔
- 伊藤整次郎（伊藤釣具店 店主） - 樋浦勉
- 黒川嘉邦（警察庁総務局長） - 西田健
- 柿崎巌（警察庁総務局参事官） - 美木良介

第2作「愛と悲しみの魚たち！」（2011年）
- 瑚堂楓（女優） - 高橋由美子
- 関笙一郎（楓の夫・小説家） - 津田寛治
- 磯貝保（磯貝エステート 社長） - 小林高鹿
- 蜂谷志織（楓のマネージャー） - 柊瑠美（少女期：木保英里香）
- 剣持（手焼きせんべい「剣持屋」店主） - 井上高志
- 水嶋（ドラマのスタッフ） - 細山田隆人
- 北里由衣（女優） - 仲川遥香（AKB48）
- 小笠原幸（陵南女子高等学校 元生徒・4年前死亡） - 古川小夏
- 記者 - 鈴木秀人
- 監督 - 銀次郎
- 助監督 - 新貝文規
- スタッフ - 廣谷友紀子
- 看護師 - 宮内里沙
- 磯貝数子（保の母・磯貝グループ 会長） - 立石凉子
- 小笠原二三男（幸の父・小笠原理髪所 店主） - 鶴田忍

第3作「トランクルームに隠された秘密！」（2012年）
- 湯島まどか（介護付き有料老人ホーム「ライフおくたま」職員） - 吉田羊
- 滝川弘樹（沙依の弟・強盗罪で高尾刑務所に服役中） - 土屋裕一（少年期：平松來馬）
- 青山美紀（弘樹の恋人・まどかの妹） - 小松彩夏
- ホステス - 片岡明日香
- 藤崎悠（仮釈放者） - 倉貫匡弘
- 田中（西多摩不動産 社員） - 坂田聡
- 山路（不動産鑑定士） - ダンディ坂野
- 「ライフおくたま」入所者 - 別府康子、川本浩司、高橋豊
- 医師 - 小林功
- 青梅ストレージサービス 社員 - 芹沢礼多
- バーテンダー - 朝山日出男
- 宮之原の秘書 - 邱太郎
- 刑事 - 岩永智
- いじめっこ - 川口和宥
- 看護師 - 阿美朝子
- 「ライフおくたま」職員 - みうらりょうこ
- 取立て屋 - 太田雅洋、袴田健太
- 青山繁子（まどかと美紀の母・「ライフおくたま」入所者） - 柳川慶子
- 宮之原勝雄（代議士） - 大林丈史
- 魚住弥之助（秀次の父・「ライフおくたま」入所者） - 穂積隆信
- 魚住和代（秀次の妻） - 根本りつ子
- 榊喬太郎（保護司・元税理士） - 寺田農
- 魚住秀次（魚住オートサービス 社長） - 螢雪次朗

第4作「隠ぺい工作のつけ」（2013年）
- 志波雅也（警備員・警視庁八王子東警察署 元警察官） - 合田雅吏
- 佃和成（警視庁青梅西警察署 刑事・城下の同期） - 斉藤佑介
- 長谷川唯（長谷川の娘・竹山ゼミナールの生徒） - 堀内まり菜
- 向井隼（システムエンジニア） - 安藤彰則
- 警視庁青梅西警察署 刑事課長 - 芦川誠
- 警備員 - 新納敏正
- 沖田はるか（沖田の娘・3年前自殺） - 沢井美優
- 城下の同期の警察官 - 中山雄介
- 警備員 - 吉澤宙彦
- 老婆 - 竜のり子
- 記者 - 鈴木秀人
- 警察官 - 松村曜生
- 城下の同期の警察官 - 柴木丈瑠
- 城下の同期の警察官 - 松崎賢吾
- 菊池蓉子（キャスター） - 渡辺志保
- 竹山ゼミナールの生徒 - 桑田彩
- 警視庁青梅西警察署 副署長 - 新藤栄作
- 沖田誠吾（沖田写真館 店主） - モロ師岡
- 堤有紀恵（竹山ゼミナールの講師） - 村井美樹
- 長谷川廣茂（警視庁青梅西警察署 署長） - 田中健

第5作「二つの事件と二つの過去!?」（2014年）
- 一ノ瀬珪子（ステンドグラス工房「時の砂」経営者・沙依の友人） - 川上麻衣子
- 沢村雄吾（「東池袋デンタルクリニック」歯科医） - IZAM
- 杉浦未夏（「東池袋デンタルクリニック」歯科衛生士） - 中島愛里
- 堀雅美（「東池袋デンタルクリニック」歯科技工士） - 折井あゆみ
- 林（「東池袋デンタルクリニック」スタッフ） - 野呂佳代
- 料理屋「松島丸」女将 - 大和なでしこ
- 寿司屋 - 小川隆市
- 小室（「東池袋デンタルクリニック」スタッフ） - 三井あみ
- 宮部（刑事） - 大西武志
- 釣り人 - 関口美保子、黒部幸英
- 一ノ瀬和人（ホームレス） - 青山勝
- ホームレス - ホリベン
- 森下早苗（八重樫の見合い相手） - 安藤玉恵
- 伊予助丸（浮き師） - 川地民夫
- 高内透（高内トレーディング 社長・珪子の婚約者） - 石橋保
- 一ノ瀬和人（珪子の夫・7年前失踪・本名「仙道惇」） - 大浦龍宇一

第6作「10年前の事件は冤罪だったのか!?」（2015年）
- 三池千枝（アクアリウムショップ「コーラルブルー」店主） - 渡辺梓
- 芦原良彦（桂林大学病院 心臓外科医） - 川野太郎
- 佐古泰介（桂林大学病院 元麻酔医） - 斉藤陽一郎
- 上林玖美（桂林大学病院 元看護師・10年前死亡） - 服部名々子
- 桂林大学病院 清掃員 - 大村勝美
- 照美（コーラルブルー 店員） - 赤澤輝美
- 桂林大学病院 検査医師 - 杉原大平
- 桂林大学病院 看護師 - 羽村純子
- 刑事 - 山中雄輔
- 桂林大学病院 研修医 - 落合孝裕
- 葉山紀一郎（警視庁捜査一課 警部） - 佐戸井けん太
- 泉加代子（いずみ法律事務所 弁護士） - 国生さゆり

第7作「切り取られた舌の謎!?」（2016年）
- 糸魚川実千子（糸魚川の妻・タレント） - 宝積有香
- 桑野茜（糸魚川のマネージャー） - 柊子
- 守嶋亮（「週刊爽論」記者・瀬戸の高校の同級生） - 野間口徹
- 瀬戸清春（代議士） - 藤重政孝
- 吉池友樹（瀬戸清春の秘書） - 伊原侑蔵
- 塩田典子（塩田佳正の妻） - 城山美佳子
- 塩田香澄（塩田夫妻の娘・真里奈の友人） - 一柳みのり
- 警察官 - 芹沢礼多
- リポーター - 真木順子、管野里咲、川奈龍平
- 記者 - 鈴木秀人、御崎かれん
- 番組スタッフ - 上原充史
- テレビコメンテーター - 遠藤栄藏
- 糸魚川直人のアシスタント - 日向みお
- アナウンサー - 田辺理紗
- 高校生 - 山本徹、松田将希、吉河颯人
- 糸魚川直人（ニュースキャスター・別荘のオーナー） - 橋本じゅん
- 塩田佳正（矢作造園 主人・保険会社の元社員） - 原田龍二

## スタッフ
- 編成担当 - 福田健太郎（第1作 - 第3作）、辻有一（第5作・第6作）、橋本孝（第7作）
- 釣り監修 - 中本賢
- 脚本 - 入江信吾
- 監督 - 皆川智之
- プロデューサー - 見留多佳城、神崎良
- 制作 - G・カンパニー、TBS

## 放送日程
| 話数 | 放送日         | サブタイトル                   | 脚本     | 監督     | 視聴率 |
| ---- | -------------- | ------------------------------ | -------- | -------- | ------ |
| 1    | 2010年09月06日 | 竿に掛かった大悪党!!           | 入江信吾 | 皆川智之 | 13.4%  |
| 2    | 2011年05月09日 | 愛と悲しみの魚たち！           | 入江信吾 | 皆川智之 | 14.5%  |
| 3    | 2012年08月27日 | トランクルームに隠された秘密！ | 入江信吾 | 皆川智之 | 13.2%  |
| 4    | 2013年09月30日 | 隠ぺい工作のつけ               | 入江信吾 | 皆川智之 | 10.8%  |
| 5    | 2014年10月27日 | 二つの事件と二つの過去!?       | 入江信吾 | 皆川智之 | 11.8%  |
| 6    | 2015年05月18日 | 10年前の事件は冤罪だったのか!? | 入江信吾 | 皆川智之 |        |
| 7    | 2016年08月01日 | 切り取られた舌の謎!?           | 入江信吾 | 皆川智之 |        |

- 視聴率はビデオリサーチ調べ、関東地区・世帯